# Gildoria titubata
Gildoria titubata är en stekelart som först beskrevs av Papp 1985.  Gildoria titubata ingår i släktet Gildoria och familjen bracksteklar. Inga underarter finns listade i Catalogue of Life.